# Lean Construction
Lean Construction ist die Adaptierung der aus dem Toyota-Produktionssystems stammenden Lean-Prinzipien auf den Baubereich. Neben der Bezeichnung Lean Construction kommt auch die Bezeichnung Lean Management im Bauwesen zum Einsatz.

## Definition
Während der Erstellung eines Bauprojektes gelebter kontinuierlicher Prozess zur Beseitigung von Verschwendung, dem Erreichen oder Übertreffen aller Kundenerwartungen, der Fokussierung auf den gesamten Wertstrom und dem Streben nach Perfektion. Dabei betrachtet Lean Construction den gesamten Lebenszyklus eines Bauwerks von der Planung über Bauausführung und Nutzung bis zu Umwidmung und Rückbau.

## Lean Construction
Lean Construction ist ein integraler Ansatz für die Planung, Gestaltung und Ausführung von Bauprojekten. Die Wurzeln der Lean Construction (LC) liegen in der Lean Production, die die Gestaltung und Planung der Prozesse in der Produktion, Beschaffung und Montage in einigen Wirtschaftsbereichen regelrecht revolutioniert hat. Grundlage von Lean Construction sind zudem Ansätze von Lean Thinking, die sich am Wertschöpfungsprozess orientieren, um den Wert zu maximieren und die Verschwendung in den Prozessen zu minimieren. Mit Hilfe von spezifischen Techniken und Werkzeugen, wie z. B. dem Last Planner System, wird die Lean Philosophie auf die Planung und Ausführung von Bauprojekten übertragen. Die Anwendung von Lean Construction zeichnet sich aus durch:
- Die Planung und ihre Ausführungsprozesse werden ganzheitlich betrachtet und gestaltet, um die Bauherrenbedürfnisse besser zu erfüllen.
- Die Arbeit wird durchgehend durch den gesamten Prozess so organisiert, dass der Wert für die Kunden maximiert und Verschwendung reduziert wird.
- Die Optimierungsbemühungen konzentrieren sich auf die Verbesserung der Gesamtleistung des Projektes, anstatt auf die Optimierung einzelner Teilbereiche.
- Prozesse werden vorausschauend gesteuert, um Varianzen in der Leistung der einzelnen Prozessschritte zu verringern und somit für einen stetigen Produktionsfluss zu sorgen.

## Last Planner System
Das Last Planner System ist ein speziell für das Bauwesen entwickeltes Projektmanagement-Werkzeug zur Umsetzung des Lean-Gedanken. Ziel ist die Verbesserung der Zuverlässigkeit von Prozessen durch strukturierte, vorausschauende und kooperative Planung unter Einbezug der letzten Planer ("Last Planner"). In der Bauausführung sind dies beispielsweise die Poliere der tätigen Gewerke. Das Last Planner System ist in Planungs- und Bauprozessen anwendbar. Die Umsetzung des Last Planner Systems erfolgt dabei kollaborativ in fünf Stufen, sodass die Prozessplanung strukturiert abläuft:
- Analyse des Gesamtprozesses
- Festlegung der Meilensteine
- Produktionsplanung der anstehenden Wochen
- Gemeinsame detaillierte Durchsprache der nächsten anstehenden (Produktions-)Woche
- Evaluation der zurückliegenden  (Produktions-)Woche

In der Ersten Stufe werden die nötigen Prozessschritte ermittelt und in eine logische Reihenfolge gebracht. Dabei ist vor allem auf Abhängigkeiten zu achten. Im nächsten Schritt werden die übergeordneten Termine (Meilensteine) besprochen und festgelegt, sowie den Prozessen zugeordnet. Anschließend werden auf Wochen-Basis die nächsten sechs Wochen geplant und die Vorgehensweise besprochen (vgl. Produktionsplanung). Abschließend wird die nächste Woche noch einmal sehr detailliert von allen Beteiligten besprochen, sodass ein störungsfreier Bauablauf sichergestellt wird. Der letzte Punkt, die Evaluation, blickt auf die letzte Woche zurück. Ziel der Evaluation ist es, die Störungen und dadurch ergebende Verzögerungen sowie die Gründe dafür transparent zu machen und daraus zu lernen.